# کنتو شیراتانی
کنتو شیراتانی (انگلیسی: Kento Shiratani؛ زادهٔ ۱۰ ژوئن ۱۹۸۹) بازیکن فوتبال اهل ژاپن است.
از باشگاه‌هایی که در آن بازی کرده‌است می‌توان به باشگاه فوتبال سرزو اوساکا اشاره کرد.